# Michael Spound
Michael Spound est un acteur et scénariste américain, né le 8 avril 1957 .

## Filmographie

### comme acteur
- 1981 : Homeroom de Michael Zinberg (court métrage) : Craig Chase
- 1983 : Urgences (ER) (TV) : 2d Fireman
- 1983 : Hôtel (TV) : Dave Kendall
- 1995 : Bye Bye Love de Sam Weisman : Mike
- 1996 : Better Homes and Gardens (série TV) : Show Host
- 1997 : Skyscraper (vidéo) : Pollard
- 2000 : L'Affaire McNamara (NewsBreak) de Serge Rodnunsky : James McNamara
- 2001 : Spring Break Lawyer (TV) : Hotel Representative
- 2002 : Le Cercle (The Ring) : Dave
- 2005 : Must Love Dogs : Marc

### comme scénariste
- 1983 : Wacko (en)